# HD146866
HD146866 — хімічно пекулярна зоря спектрального класу
B8 й має видиму зоряну величину в смузі V приблизно  9,2.

## Пекулярний хімічний склад
Зоряна атмосфера HD146866 має підвищений вміст 
Si
.